# Adam Moszumański
Adam Moszumański – polski gitarzysta basowy i wiolonczelista występujący w zespołach Marka Grechuty i Grzegorza Turnaua, członek grup Wawele (od grudnia 1971 do 1976 roku) i Anawa (od 1980 roku) oraz piwnicy pod Baranami.

## Dyskografia
- 1974 – Wawele: Niebieskie dni
- 1979 – Marek Grechuta: Pieśni Marka Grechuty do słów Tadeusza Nowaka
- 1981 – Anawa: Śpiewające obrazy
- 1987 – Marek Grechuta: Wiosna – ach to ty
- 1989 – Marek Grechuta: Krajobraz pełen nadziei
- 1991 – Grzegorz Turnau: Naprawdę nie dzieje się nic
- 1993 – Grzegorz Turnau: Pod światło
- 1994 – Grzegorz Turnau: Turnau w Trójce
- 1995 – Grzegorz Turnau: To tu, to tam
- 1997 – Grzegorz Turnau: Tutaj jestem
- 2000 – Marek Grechuta: Szalona lokomotywa